# Vladislav Kruta

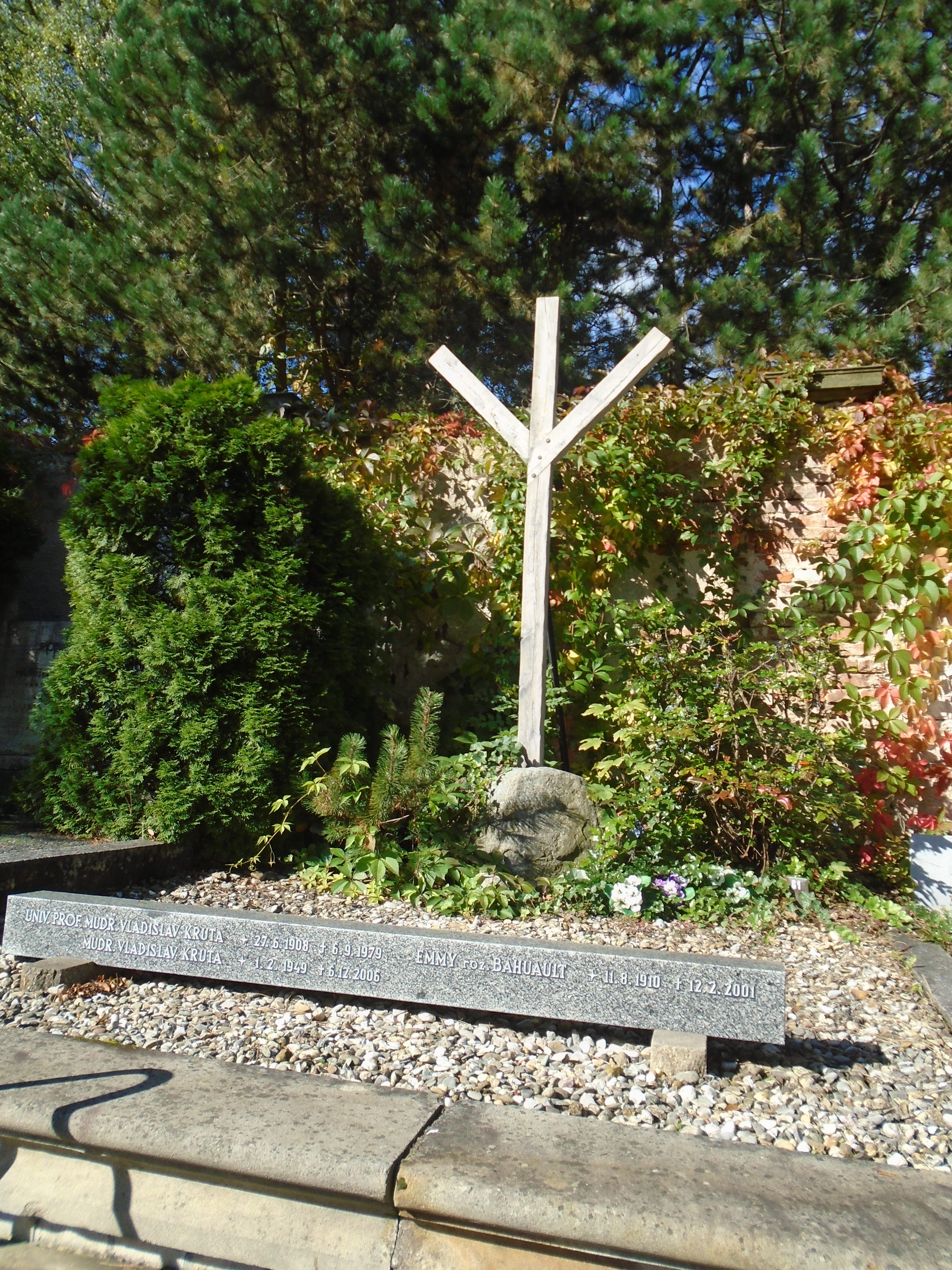
Hrob Vladislava Kruty na Ústředním hřbitově v Brně

Vladislav Kruta (27. června 1908 Bělá pod Bezdězem –⁠ 6. září 1979 Brno) byl český univerzitní profesor, vědec v oboru fyziologie, účastník zahraničního odboje za druhé světové války a odborník v oboru dějin lékařství.

## Život
Po absolvování gymnázia na Královských Vinhoradech v roce 1926 studoval na Lékařské fakultě Univerzity Karlovy, kde v roce 1931 promoval. Získal renomé jako odborník na fyziologii srdečního svalu. Mezi lety 1934–35 absolvoval stáž na pařížské Sorbonně u profesora Lapisquea. V roce 1937 se oženil s Emmy Bahuault. V roce 1938 se habilitoval na Fyziologickém ústavu UK v Praze.

### Druhá světová válka
V červenci 1939 uprchl s manželkou do Francie (pod záminkou návštěvy tchána), kde se po vypuknutí války a krátkodobé internaci přihlásil do československé armády. V březnu 1940 byl jako nadporučík zdravotní služby zařazen do československé 1. divize v Agde. V červnu 1940 byl převelen do centra vojenského lékařského výzkumu francouzského letectva v Mérignac. Po odplutí do Velké Británie byl lékařem 311. československé bombardovací perutě, od května 1941 u 313. československé stíhací perutě (Royal Air Force). V říjnu 1942 byl přemístěn do výzkumného ústavu Ministerstva pro vnitřní bezpečnost při Oxfordské univerzitě. V roce 1944 byl zástupcem československé exilové vlády v Mezispojeneckém výboru pro válečnou pomoc v okupovaných zemích (Leith-Rossově komitétu).

### Kariéra v poválečném Československu
Po druhé světové válce pracoval jako přednosta 5. oddělení ministerstva zdravotnictví. Zasloužil se také o vybudování první československé továrny na penicilin v Roztokách u Prahy. Mezi lety 1947–⁠1953 byl přednostou Fyziologického oddělení Ústavu tělovýchovného lékařství Univerzity Karlovy, v letech 1948–1951 zároveň přednostou Fyziologického ústavu LF UK v Hradci Králové. Od roku 1951 do roku 1970 přednostou Fyziologického ústavu LF Masarykovy univerzity v Brně. Když se v 50. letech 20. století snažilo vedení Masarykovy univerzity nahradit jméno TGM v názvu školy za jméno Klementa Gottwalda, prosadil Kruta označení Univerzita Jana Evangelisty Purkyně. V roce 1966 byl jmenován řádným profesorem. Ve stejném roce zorganizoval sympozium ke 100. výročí smrti J. E. Purkyně.

### Závěr kariéry
Po srpnové invazi odmítl v roce 1970 veřejně odvolat svůj podpis pod manifestem Dva tisíce slov. Byl zbaven vedení fyziologického ústavu, bylo mu zakázáno publikovat, zakázán měl i vstup na univerzitní půdu. Poté se Kruta věnoval dějinám medicíny, zejména Janem Evangelistou Purkyně. Před smrtí věnoval svou svou knihovnu čítající 1375 publikací Fyziologickému ústavu brněnské univerzity. Knihovna se stala součástí Knihovny univerzitního kampusu. Zemřel v Brně v září 1979 a byl pohřben na Ústředním hřbitově.
V roce 1991 byl in memoriam rehabilitován a povýšen na plukovníka.

### Rodina
S Emmy Bahuault (1910–2001) se Kruta seznámil během pařížské stáže v roce 1934, kde pracovala ve stejné laboratoři. Byla dcerou ředitele městského úřadu v Saumur. Svatba se konala 27. listopadu 1937 v Paříži.
V Paříži se v listopadu 1939 narodil první syn, Václav Kruta, pozdější univerzitní profesor, archeolog a historik. V roce 1949 se v Praze narodil syn Vladislav (1949–2006), pozdější otorinolaryngolog. Dcerou Vladislava Kruty je Alena Parthonnaud. Praneteří Vladislava Kruty je Jana Pachlopnik Schmid.

## Dílo
V oblasti fyziologie srdečního svalu publikoval Kruta na 130 původních prací. Historiografických prací vydal kolem 150, zejména o J. E. Purkyně.

## Členství v organizacích[1]
- The History of Science Society (1957)
- Československá fyziologická společnost (předseda 1959)
- Československá biologická společnost (předseda 1961)
- Association Internationale d´Histoire de la Médecine (1962)
- Kolegium lékařských věd ČSAV (1966)
- Rehabilitační komise na Lékařské fakultě Masarykovy univerzity (předseda 1968)
- Lékařská sekce Společnosti pro dějiny věd a techniky ( předseda 1969)
- Akademie der Naturforscher Leopoldina (1976)

## Ocenění[1]
- Československý válečný kříž
- Medaile Za chrabrost
- Medaile za zásluhy
- Zlatá medaile Univerzity J. E. Purkyně (1968)
- Zlatá medaile za zásluhy o rozvoj péče o zdraví lidu (1968)
- Cena Lékařské společnosti Jana Evangelisty Purkyně (1970)
- In memoriam rehabilitován a povýšen na plukovníka (1991)